# Peckianus laevis
Peckianus laevis är en stekelart som först beskrevs av Léon Abel Provancher 1887.  Peckianus laevis ingår i släktet Peckianus och familjen puppglanssteklar. Inga underarter finns listade i Catalogue of Life.